# Tenacious (voilier)
Pour les articles homonymes, voir Tenacious.
Le Tenacious (ou SV Tenacious) est un trois-mâts barque à coque bois, dont la construction a commencé en 1996 dans un chantier naval de Southampton.
Il a été entièrement conçu pour pouvoir accueillir des passagers handicapés (mal et non-voyants, en fauteuil roulant).

## Histoire
Il est, avec le Lord Nelson, le seul voilier réellement pensé de la sorte. Il appartient à l'association Jubilee Sailing Trust (JST)
Le Tenacious est, avec le Shabab Oman, l’un des plus grands voiliers en bois naviguant. 
Il est, de plus, l'un des rares voiliers, à être commandé par une femme, Barbara Campbell.
Il participe très régulièrement aux Tall Ships' Races. Le 3 juin 2012, le bateau participe au Jubilé de diamant d'Élisabeth II.
Il a participé à la Liberty Tall Ships Regatta 2019 au départ de Rouen lors de l'Armada 2019.
Le mardi 10 Août 2021, Tower Bridge a été bloqué pendant plusieurs heures à la suite de son passage.

## Manifestations de grands voiliers
Présence à Rouen :
- Armada Rouen 2003,
- Armada 2008,
- Armada 2013,
- Armada 2019.